# Фран Левстик
Фран Левстик (словен. Fran Levstik; Долње Ретје, 28. септембар 1831 — 16. новембар 1887) био је словеначки писац, политички активиста, драмски писац и критичар. Био је један од најистакнутијих представника младословенског политичког покрета.

## Биографија
Рођен је 28. септембра 1831. у Аустријском царству, у сељачкој словеначкој породици. 
Био је учитељ у Крањској од 1861. до 1862. годинећ, радио у Слављанској читаоници у Трсту 1863. године, потом је био главни сарадник у уредништву либералног листа Напреј у Љубљани од 1864. до 1865, радио у Словенској матици, од 1866. до 1868, уредник словеначко-немачког речника, од 1869. до 1872, новинар у Љубљани и Бечу. Прву сталну службу је добио у Љубљанској лицејској библиотеци као скриптор.
Био је први запажени писац словеначке епске прозе. Међу његовим најпознатијим делима је приповетка Martin Krpan From Vrh (словен. Martin Krpan z Vrha), која је постала класично дело словенске књижевности, итинерар Journey from Litija to Čatež (словен. Popotovanje iz Litije do Čateža), чији је главни циљ књижевни манифест. У критичком есеју Napake slovenskega pisanja изложио је своје погледе на развој словеначког књижевног језика.
Био је један од главних представника Младих Словенаца, прогресивне и радикалне политичке групе сродне младим Чесима у чешким земљама која је изазивала тада превладавајући утицај конзервативаца, предвођених Јанезом Блајвајсом, у оквиру словеначког националног покрета. У позним годинама приближио се панславистичким идеалима.
Левстик и његов књижевни програм имали су велики утицај на будуће генерације словеначких аутора национално либералних странака, посебно на Јосипа Јурчича, Јосипа Стритара, Јанка Керсника, Антона Ашкерца, Јанеза Трдина и Ивана Тавчара.
Преминуо је у Љубљани 16. новембра 1887. након периода озбиљних менталних болести, које су укључивале заблуде религиозне природе.
По њему је названа Левстикова награда за достигнућа у књижевности за децу.

## Дела

### Проза
- Bučelstvo (1853)
- Martin Krpan z Vrha (1858)
- Popotovanje iz Litije do Čateža (1858)
- Deseti brat (1863)
- Sveti doktor Bežanec v Tožbanji vasi (1870)
- Kdo je napravil Vidku srajčico (1877)[7]

### Поезија
- Pesmi (1854)
- Tonine pesmi (1859)
- Franjine pesmi (1870)
- Pripovedne pesmi
- Refleksije
- Satire
- Pesmi za mladino

### Драмска дела
- Juntez (1855)
- Tugomer (1876)

### Публикације
- Pripovedni spisi

### Књиге писама
- Levstikovo pismo Jurčiču iz leta 1868 - Kritika Desetega brata
- Dramatični spisi
- Kritični spisi
- Politična spisa